# Hiệp ước hòa bình Oslo
Hiệp định hòa bình Oslo là một hiệp định giữa Israel và Tổ chức Giải phóng Palestine. Oslo I, ký kết tại Washington, DC, năm 1993  và Hiệp định Oslo II, ký tại Taba, Ai Cập, vào năm 1995. Hiệp định Oslo đánh dấu bước khởi đầu của tiến trình Oslo, một tiến trình hòa bình nhằm đạt được một hiệp ước hòa bình dựa trên các Nghị quyết 242 và 338 của Hội đồng Bảo an LHQ, và để hoàn thành "quyền của người dân Palestine đối với việc tự quyết." Tiến trình Oslo bắt đầu sau các cuộc đàm phán bí mật ở Oslo, dẫn đến sự công nhận của PLO đối với Nhà nước Israel và sự công nhận của Israel đối với PLO là đại diện của người dân Palestine và là một đối tác trong các cuộc đàm phán.
Hiệp ước Oslo tạo ra một nhà cầm quyền Palestine có nhiệm vụ quản lý tự quản hạn chế ở các khu vực của Bờ Tây và Dải Gaza; và sự thừa nhận PLO là đối tác của Israel trong các cuộc đàm phán về tình trạng vĩnh viễn về các câu hỏi còn lại. Các vấn đề quan trọng nhất liên quan đến biên giới của Israel và Palestine, các khu định cư của Israel, tình trạng của Jerusalem, sự hiện diện của quân đội Israel và việc kiểm soát các lãnh thổ còn lại sau khi Israel công nhận quyền tự trị của Palestine, và quyền trở về nước của những người Palestine đi tị nạn. Tuy nhiên, Hiệp định Oslo, không tạo ra một nước Palestine .